# Coppa Italia Dilettanti (Fase Eccellenza) 1996-1997 - Tabellini
Questa voce raccoglie i tabellini delle partite della fase Eccellenza della Coppa Italia Dilettanti 1996-1997

## Primo turno

### Girone A
| Squadra 1 | Totale | Squadra 2    | Andata | Ritorno |
| --------- | ------ | ------------ | ------ | ------- |
| Ivrea     | 3 - 2  | Grassorutese | 3 - 1  | 0 - 1   |

| 12 marzo 1997, ore 15:00 | Ivrea               | 3 – 1 | Grassorutese | \| Arbitro: \| Forasassi (Firenze) \| |
| Arbitro:                 | Forasassi (Firenze) |       |              |                                       |

| 26 marzo 1997, ore 15:00 | Grassorutese         | 1 – 0 | Ivrea | \| Arbitro: \| Giacalone (Vigevano) \| |
| Arbitro:                 | Giacalone (Vigevano) |       |       |                                        |

### Girone B
| Squadra              | Pt | G | V | N | P | RF | RS | DR |
| -------------------- | -- | - | - | - | - | -- | -- | -- |
| Chioggia Sottomarina | 4  | 2 | 1 | 1 | 0 | 1  | 0  | +1 |
| Fucecchio            | 3  | 2 | 1 | 0 | 1 | 1  | 1  | 0  |
| A.C.Castiglione      | 1  | 2 | 0 | 1 | 1 | 0  | 1  | -1 |

| 12 marzo 1997, ore 15:00 | Castiglione      | 0 – 0 | Chioggia Sottomarina | \| Arbitro: \| Finazzi (Torino) \| |
| Arbitro:                 | Finazzi (Torino) |       |                      |                                    |

| 19 marzo 1997, ore 15:00 | Fucecchio          | 1 – 0 | Castiglione | \| Arbitro: \| Demarco (Chiavari) \| |
| Arbitro:                 | Demarco (Chiavari) |       |             |                                      |

| 26 marzo 1997, ore 15:00 | Chioggia Sottomarina | 1 – 0 | Fucecchio |  |

### Girone C
| Squadra 1 | Totale | Squadra 2 | Andata | Ritorno         |
| --------- | ------ | --------- | ------ | --------------- |
| Manzanese | 2 - 2  | Bolzano   | 2 - 0  | 0 - 2 (2-4 dcr) |

| Arbitro: | Zambon (Padova) |

|                         |           |  |
| Cappello 54’ Braida 70’ | Marcatori |  |

| Arbitro: | Brighi (Forlì) |

|                              |                      |  |
| Nanni 65’ Bombaci 81’ (rig.) | Marcatori            |  |
|                              | Tiri di rigore 4 – 2 |  |

### Girone D
| Squadra       | Pt | G | V | N | P | RF | RS | DR |
| ------------- | -- | - | - | - | - | -- | -- | -- |
| Gubbio        | 6  | 2 | 2 | 0 | 0 | 5  | 2  | +3 |
| Forsempronese | 3  | 2 | 1 | 0 | 1 | 3  | 3  | 0  |
| San Marino    | 0  | 2 | 0 | 0 | 2 | 1  | 4  | -3 |

| 12 marzo 1997, ore 15:00 | Gubbio | 2 – 1 | San Marino |  |

| 19 marzo 1997, ore 15:00 | San Marino           | 0 – 2 | Fossombronese | \| Arbitro: \| Padovan (Conegliano) \| |
| Arbitro:                 | Padovan (Conegliano) |       |               |                                        |

| 26 marzo 1997, ore 15:00 | Fossombronese | 1 – 3 | Gubbio |  |

### Girone E
| Squadra        | Pt | G | V | N | P | RF | RS | DR |
| -------------- | -- | - | - | - | - | -- | -- | -- |
| Luco dei Marsi | 4  | 2 | 1 | 1 | 0 | 4  | 2  | +2 |
| Campobasso     | 2  | 2 | 0 | 2 | 0 | 2  | 2  | 0  |
| Fortitudo Nepi | 1  | 2 | 0 | 1 | 1 | 2  | 4  | -2 |

| 12 marzo 1997, ore 15:00 | Luco dei Marsi   | 3 – 1 | Fortitudo Nepi | \| Arbitro: \| Capone (Taranto) \| |
| Arbitro:                 | Capone (Taranto) |       |                |                                    |

| 19 marzo 1997, ore 15:00 | Fortitudo Nepi       | 1 – 1 | Campobasso | \| Arbitro: \| Fringuelli (Perugia) \| |
| Arbitro:                 | Fringuelli (Perugia) |       |            |                                        |

| 26 marzo 1997, ore 15:00 | Campobasso | 1 – 1 | Luco dei Marsi |  |

### Girone F
| Squadra 1      | Totale      | Squadra 2    | Andata | Ritorno |
| -------------- | ----------- | ------------ | ------ | ------- |
| Boys Caivanese | 4 - 4 (gfc) | Sant'Antioco | 1 - 0  | 3 - 4   |

| 19 marzo 1997, ore 15:00 | Boys Caivanese      | 1 – 0 | Sant'Antioco | \| Arbitro: \| D'Aguanno (Marsala[3]) \| |
| Arbitro:                 | D'Aguanno (Marsala) |       |              |                                          |

| 26 marzo 1997, ore 15:00 | Sant'Antioco       | 4 – 3 | Boys Caivanese | \| Arbitro: \| Tagliani (Voghera) \| |
| Arbitro:                 | Tagliani (Voghera) |       |                |                                      |

### Girone G
| Squadra 1  | Totale | Squadra 2 | Andata | Ritorno |
| ---------- | ------ | --------- | ------ | ------- |
| Noicàttaro | 2 - 1  | Policoro  | 1 - 0  | 1 - 1   |

| 12 marzo 1997, ore 15:00 | Noicattaro        | 1 – 0 | Policoro | \| Arbitro: \| Sposato (Cosenza) \| |
| Arbitro:                 | Sposato (Cosenza) |       |          |                                     |

| 26 marzo 1997, ore 15:00 | Policoro          | 1 – 1 | Noicattaro | \| Arbitro: \| Sartini (Pescara) \| |
| Arbitro:                 | Sartini (Pescara) |       |            |                                     |

### Girone H
| Squadra 1 | Totale | Squadra 2 | Andata | Ritorno |
| --------- | ------ | --------- | ------ | ------- |
| Vibonese  | 4 - 1  | Vittoria  | 3 - 1  | 1 - 0   |

| 12 marzo 1997, ore 15:00 | Vibonese            | 3 – 1 | Vittoria | \| Arbitro: \| Giannoccaro (Lecce) \| |
| Arbitro:                 | Giannoccaro (Lecce) |       |          |                                       |

| 26 marzo 1997, ore 15:00 | Vittoria          | 0 – 1 | Vibonese | \| Arbitro: \| Bertucci (Napoli) \| |
| Arbitro:                 | Bertucci (Napoli) |       |          |                                     |

## Quarti di finale
Date: 9 e 16 aprile, ore 16.
| Squadra 1            | Totale      | Squadra 2      | Andata | Ritorno         |
| -------------------- | ----------- | -------------- | ------ | --------------- |
| Bolzano              | 1 - 1 (gfc) | Ivrea          | 1 - 1  | 0 - 0           |
| Chioggia Sottomarina | 3 - 4       | Gubbio         | 1 - 0  | 2 - 4           |
| Boys Caivanese       | 0 - 0       | Luco dei Marsi | 0 - 0  | 0 - 0 (4-5 dcr) |
| Noicàttaro           | 1 - 1 (gfc) | Vibonese       | 0 - 0  | 1 - 1           |

## Semifinali
| Squadra 1      | Totale      | Squadra 2  | Andata | Ritorno |
| -------------- | ----------- | ---------- | ------ | ------- |
| Gubbio         | 2 - 2 (gfc) | Ivrea      | 2 - 1  | 0 - 1   |
| Luco dei Marsi | 1 - 2       | Noicàttaro | 1 - 1  | 0 - 1   |

## Finale
| Squadra 1  | Risultato | Squadra 2 |
| ---------- | --------- | --------- |
| Noicàttaro | 1 - 0     | Ivrea     |

| Arbitro: | Squillace (Catanzaro) |

| |            | |
| Antonicelli 75’ (rig.) | Marcatori  | |
| Lapedota Sabini Mancone Cota Satalino Zizzariello Maurelli (89' Biasi) Sangirardi Antonicelli (84' Liturri) Bitetto Caserta (88' Minurri) | Formazioni | De Blasio Danzè Alberto Cervato Storgato Ghidetti Palmieri Pisasale (83' Di Ghera) Moschetta (77' Grassitelli) De Paola Tirassa |
| Notariale | Allenatori | Brucato |

| Squadra 1 | Risultato | Squadra 2  |
| --------- | --------- | ---------- |
| Ivrea     | 1 - 1     | Noicàttaro |

| Arbitro: | Saveri (Roma) |

| |            | |
| Storgato 41’ (rig.) | Marcatori  | 65’ Antonicelli |
| De Blasio Danzè Alberto Cervato Storgato Ghidetti Pisasale (77' Grassitelli) Santoro De Paola Moschetta (71' Montrosseto) Di Ghera | Formazioni | Lapedota Sabini Mancone Cota Satalino Zizzariello Maurelli (90' Miolla) Sangirardi (89' Minurri) Antonicelli Bitetto Caserta (89' Biasi) |
| Brucato | Allenatori | Notariale |